# Thomas Murphy (républicain irlandais)
Pour les articles homonymes, voir Murphy.
Thomas Murphy (irlandais : Tomás Mac Murchaidh, surnommé Slab), né le 26 août 1949, est un républicain irlandais, Chef de l'État-major de l'IRA provisoire.
Né dans une famille de fermiers de cinq enfants vivant à Billybinaby dans le Comté de Louth, Thomas Murphy arrête l'école à 14 ans. Ayant rejoint l'IRA provisoire pendant le conflit nord-irlandais, il entre dans le Conseil de l'armée, l'un des organes de décision de l'organisation,. Il est suspecté depuis les déclarations d'un transfuge de l'IRA provisoire d'avoir été dans les années 1980 l'Officier-commandant du Commandement Nord de l'organisation. Chef d'État-major de l'IRA provisoire dans les années 2000, il est, selon les forces de sécurité irlandaises, remplacé par Martin McGuinness en 2001.